# Ommata viriditincta
Ommata viriditincta là một loài bọ cánh cứng trong họ Cerambycidae.